# Valentina Ivanova
Valentina Ivanova Zukova (Moscú, 24 de abril de 1915-Bell, Texas, 5 de enero de 1966) fue una actriz rusomexicana.

## Biografía y carrera
Valentina Gregoriovna Ivanova, nació el 27 de octubre de 1915 en Moscú, Rusia, hija de Gregor Ivanov (Грегорий Иванов) y su esposa Ana Zukova (Анна Жукова). Sus padres huyeron con sus tres hijas de la agitación de la Guerra civil rusa de 1919, y se trasladaron a México, donde fundaron una compañía de teatro ambulante llamada Carpa Valentina.
Valentina actuaba junto a su madre, y más tarde sus hermanas Olga y Tamara, formando el llamado Trío Zubareff, las tres bailarinas de cadencioso estilo y singular belleza integraban el número estelar del espectáculo.
En 1929, un joven Mario Moreno Reyes (Cantinflas), se unió a la compañía, haciéndose cada vez más popular. Valentina y Mario iniciaron una relación, y se casaron el 27 de octubre de 1934, a pesar de las reservas paternas. Su hermana Olga se casó con Shilinsky, guionista y actor lituano de la compañía.
En 1960, sin hijos propios Valentina Ivanova adoptó legalmente junto a Cantinflas a Mario Arturo Moreno Ivanova, quien se cree era hijo de su marido con la texana Marion Roberts. Valentina había dejado de ser bailarina desde que se casaron.

### Muerte
Falleció a los 50 años, el 5 de enero de 1966 de cáncer de huesos.